# Anubion
Anubion (altgriechisch Ἀνουβίων, Anubíōn; lateinisch Anubio) ist der Verfasser eines griechischen, fragmentarisch überlieferten astrologischen Lehrgedichts. Vermutlich stammte er aus dem ägyptischen Theben. David Pingree zufolge schrieb er nach Dorotheos von Sidon und vor Firmicus Maternus, also im 2. oder im 3. Jahrhundert.
Der Name des Verfassers ist ägyptischer Herkunft. Ansonsten ist wenig über ihn bekannt. In einer Clemens von Rom fälschlich zugeschriebenen Predigt wird ein Astrologe namens Anubio von Diospolis genannt, der ein Schüler von Simon Magus gewesen sein soll. Es gibt keinen Grund, diesen mit dem Dichter zu identifizieren.
Das ursprünglich vier Bücher umfassende Lehrgedicht beinhaltet eine Einführung in die Astrologie und Horoskope und ist ungewöhnlicherweise in elegischen Distichen abgefasst. Es erweitert die heutige Kenntnis der antiken Gattung des astrologischen Lehrgedichts, zu der die Phainomena des Arat, die Astronomica des Manilius und die astrologischen Partien der Fasti Ovids gehören.
Erhalten sind die längere Prosaparaphrase eines späteren Exzerptors, einige Verse aus der indirekten Überlieferung (unter anderem aus den Manetho zugeschriebenen Apotelesmatica) und etliche neue, publizierte wie unpublizierte Papyri aus dem Bestand der Oxyrhynchus Papyri in Oxford. Aufgrund dieser Neufunde gab der Papyrologe Dirk Obbink im Jahr 2006 die editio princeps des Gedichtes heraus, welche auch Zitate und Testimonien antiker Autoren verzeichnet. Firmicus Maternus rezipiert das Gedicht des Anubion in seiner Mathesis in solch detaillierter Weise, dass sein Text eine wesentliche Hilfe bei der Rekonstruktion der Papyrusfragmente darstellt.

## Ausgaben und Übersetzungen
- Dirk Obbink (Hrsg.): Anoubion, Elegiacs. In: The Oxyrhynchus Papyri Bd. 66, Nr. 4503-7, Egypt Exploration Society, London 1999, 67–109.
- Dirk Obbink (Hrsg.): Anubio: Carmen astrologicum elegiacum (Bibliotheca scriptorum Graecorum et Romanorum Teubneriana). Berlin/New York: Walter de Gruyter 2006, ISBN 3-598-71228-6 (Auszug bei Google Books; Rezension von Roger Beck, in: Bryn Mawr Classical Review, 28. September 2007).
- Paul Schubert (Hrsg.): Anoubion: Poème astrologique. Témoignages et fragments. Les Belles Lettres, Paris 2015, ISBN 978-2-251-00601-7 (kritische Edition mit französischer Übersetzung)